# 本讷维茨
本讷维茨（德語：Bennewitz）是德国萨克森州的市镇，隶属于莱比锡县。总面积为46.8平方千米，截至2023年12月31日总人口为5,069人。